# Linia kolejowa nr 612
Linia kolejowa nr 612 – drugorzędna, jednotorowa, zelektryfikowana linia kolejowa łącząca stację Przeworsk ze stacją techniczną Przeworsk Gorliczyna.

## Charakterystyka techniczna
Linia w całości jest klasy C3; maksymalny nacisk osi wynosi 221 kN dla lokomotyw oraz 196 kN wagonów, a maksymalny nacisk liniowy wynosi 71 kN (na 1 metr bieżący toru). Sieć trakcyjna jest typu C95-C oraz jest przystosowana do maksymalnej prędkości 110 km/h; obciążalność prądowa wynosi 1150 A, a minimalna odległość między odbierakami prądu 20 m. Linia wyposażona jest w elektromagnesy samoczynnego hamowania pociągów. Prędkość konstrukcyjna wynosi 60 km/h, a maksymalna 40 km/h.
Na linii zostały wprowadzone ograniczenia w związku z niezachowaniem skrajni – nieodpowiednia odległość słupów trakcyjnych od osi toru.
Linia w całości została uwzględniona w kompleksowej sieci transportowej TEN-T.